# Unspoiled Monsters

Unspoiled Monsters er det femte studiealbum af den danske rockgruppe Sort Sol, der udkom den 21. marts 1996 på Columbia Records. Det er det første album uden guitarist Peter Peter, der forlod bandet i 1995. Albummet er produceret af engelske Ian Caple, der har benyttet sig af samplinger og loops i produktionen. Om albummet har guitarist Lars Top-Galia udtalt: "Konstellationen i bandet var en smule anderledes, kan man sige, og vi ville gerne have en anden lyd, end vi plejer at have".
Politikens anmelder Anders Rou Jensen skrev om albummet: "Det utrolige er, at Sort Sol nu med Unspoiled Monsters overgår sig selv ved at lave en plade, som sandsynligvis vil blive stående som en milepæl i hjemlig rock." Unspoiled Monsters debuterede på førstepladsen af hitlisten, og modtog guld. Albummet har solgt 35.000 eksemplarer.

## Spor
| #   | Titel                 | Tekst           | Musik           | Længde |
| --- | --------------------- | --------------- | --------------- | ------ |
| 1.  | "Untitled"            | Steen Jørgensen | Lars Top-Galia  | 4:46   |
| 2.  | "Sharks Capital"      | Jørgensen       | Top-Galia       | 4:10   |
| 3.  | "My Stars"            | Jørgensen       | Top-Galia       | 4:34   |
| 4.  | "Anything That Moves" | Odde            | Knud Odde       | 3:58   |
| 5.  | "Kiss the Streets"    | Jørgensen       | Top-Galia       | 3:38   |
| 6.  | "Sol 66"              | Odde            | Odde            | 4:25   |
| 7.  | "The Painter"         | Odde            | Odde, Top-Galia | 2:39   |
| 8.  | "Tall Ships"          | Jørgensen       | Top-Galia       | 3:36   |
| 9.  | "Mystery Summer"      | Odde            | Odde            | 4:57   |
| 10. | "Erlkönig"            | Jørgensen       | Top-Galia       | 4:57   |

## Hitliste og certificering

### Ugentlige hitliste
| Hitliste (1996)        | Højeste placering |
| ---------------------- | ----------------- |
| Danmark (Album Top-40) | 1                 |

### Certificering
| Land (Organisation) | Certificering |
| ------------------- | ------------- |
| Danmark (IFPI)      | Guld          |